# Amar Chemseddine Haddad
Pour les articles homonymes, voir Haddad.
Amar Chemseddine Haddad (en arabe : عمار شمس الدين حداد) est un footballeur algérien né le 13 avril 1994 à Oran. Il évolue au poste de milieu défensif au RC Arbaâ.

## Biographie
Il évolue en première division algérienne avec son club formateur l'ASM Oran puis à l'USM Bel Abbès et enfin à l'US Biskra. Il dispute actuellement 49 matchs en inscrivant 3 buts en Ligue 1.